# Bertil Nordenfelt
Bertil Nordenfelt, född 8 december 1903 i Stockholm, död där (i Högalids församling) 1 februari 1998, var en svensk tidningsman och idrottsledare.
Nordenfelt avlade studentexamen i Östersund 1921 och filosofie kandidatexamen vid Uppsala universitet 1926. Han var lärare vid Sunnerdahls hemskolor i Säbyholm 1927–1929 och var sekreterare för samlingsverket Nordisk kultur samt anställd vid Nordiska museet 1929–1931. Från 1930 var han medarbetare i Stockholms Dagblad och 1931–1933 i Stockholms-Tidningen. 1933 gick han som över till Åhlén & Åkerlunds förlag, och från 1942 var han försäljningskontrollör i Svenska bryggeriföreningen samt från 1943 redaktör för Svensk bryggeritidskrift. Nordenfelt genomgick gymnastikinstruktörskursen på Gymnastiska centralinstitutet 1928–1929 och blev därefter en av Stockholms främsta idrottsledare. Han blev styrelseledamot i Stockholms idrottsförbund 1933 och var dess ordförande från 1935. Nordenfelt var en av stiftarna av Svenska orienteringsförbundet 1938 och var  från samma år ordförande i förbundets verkställande utskott samt redaktör för dess årsbok Skärmen. Nordenfelt var även verksam som ungdomsledare inom scoutrörelsen. 
Bertil Nordenfelt var son till Hugo Nordenfelt. Han är gravsatt i minneslunden på Galärvarvskyrkogården i Stockholm.